# Герхард фон Шверін
Граф Герхард «Герд» Гельмут Детлофф фон Шверін (нім. Gerhard „Gerd“ Helmut Detleff Graf von Schwerin; нар. 23 червня 1899, Ганновер, Ганновер — пом. 29 жовтня 1980, Роттах-Егерн, Верхня Баварія) — німецький воєначальник часів Третього Рейху, генерал танкових військ (1945) Вермахту, граф. Кавалер Лицарського хреста з Дубовим листям та мечами (1943).

## Біографія
Закінчив кадетський корпус. 10 серпня 1914 року поступив в 2-й гвардійський піший полк. Учасник Першої світової війни.
Восени 1920 року демобілізований. В 1922 році поступив в рейхсвер і був зарахований в 1-й піхотний полк. 1 жовтня 1938 року переведений в ОКГ. З 1 жовтня 1939 року — командир 1-го батальйону піхотного полку «Велика Німеччина». З 17 січня 1941 року — начальник штабу 200-го полку особливого призначення, дислокованого в Африці. В березні 1941 року на чолі італо-німецького батальйону здійснив 2000-кілометровий марш, а у квітні на чолі бойової групи захопив оазис Махілі, захопивши в полон близько 2000 британців (включаючи двох генералів). З 20 липня 1941 року — заступник командира 254-ї піхотної дивізії і командир 76-го піхотного полку. Учасник боїв у Прибалтиці, під Ленінградом і в районі Волхова. З 23 липня 1942 року — командир 8-ї єгерської дивізії, яка вела важкі оборонні бої під Дем'янськом.
З 13 листопада 1942 року — командир 16-ї моторизованої дивізії, яка билась на південній ділянці Східного фронту, в тому числі під Ізюмом, Слов'янськом і Кривим Рогом. З 1 травня 1944 року — командир 116-ї танкової дивізії, створеної на базі його старої дивізії, яка була дислокована в Бельгії. Був пов'язаний з групою змовників, які планували використати його дивізію для здійснення перевороту у Франції, проте жодних наслідків для Шверіна це не мало. Брав участь у боях проти союзників, в тому числі у Фалезькому котлі і в наступі на Аахен. З 9 по 26 грудня 1944 року — командир 90-ї моторизованої дивізії, з 1 квітня 1945 року — 76-го танкового корпусу. 26 квітня здався британським військам. В 1947 році звільнений. З 1950 року — радник федерального уряду з військових питань і питань безпеки. Як керівник Центральної внутрішньої служби брав участь у створенні жандармерії ФРН. З 1956 року займався бізнесом.

## Нагороди
Військова кар'єра
- 10 серпня 1914 — фенріх
- 8 червня 1915 — лейтенант
- 1925 — оберлейтенант
- 1 травня 1933 — гауптман
- 1 березня 1937 — майор
- 1 квітня 1939 — оберстлейтенант
- 1 серпня 1941 — оберст
- 1 жовтня 1942 — генерал-майор
- 1 червня 1943 — генерал-лейтенант
- 1 квітня 1945 — генерал танкових військ

- Залізний хрест
  - 2-го класу (14 вересня 1915)
  - 1-го класу (28 лютого 1917)
- Князівський орден дому Гогенцоллернів, почесний хрест 3-го класу з мечами (31 травня 1918)
- Королівський орден дому Гогенцоллернів, лицарський хрест з мечами (10 липня 1918)
- Нагрудний знак «За поранення» в чорному (26 вересня 1918)
- Почесний хрест ветерана війни з мечами (29 грудня 1934)
- Німецький Олімпійський знак 2-го класу (10 серпня 1936)
- Медаль «За вислугу років у Вермахті» 4-го, 3-го і 2-го класу (18 років) (2 жовтня 1936) — отримав 3 медалі одночасно.
- Орден Георга I, золотий (офіцерський) хрест (Греція) (11 грудня 1937)
- Застібка до Залізного хреста
  - 2-го класу (11 травня 1940)
  - 1-го класу (19 травня 1940)
- Штурмовий піхотний знак в сріблі (червень 1941)
- Срібна медаль «За військову доблесть» (Італія) (1941)
- Лицарський хрест Залізного хреста з дубовим листям і мечами
  - лицарський хрест (17 січня 1942)
  - дубове листя (№ 240; 17 травня 1943)
  - мечі (№ 41; 4 листопада 1943)
- Медаль «За зимову кампанію на Сході 1941/42» (22 липня 1942)
- Орден Корони Італії, командорський хрест
- Нарукавна стрічка «Африка»
- Медаль «За італо-німецьку кампанію в Африці»
- Відзначений у Вермахтберіхт (27 жовтня 1943)
- Орден «За заслуги перед Федеративною Республікою Німеччина», офіцерський хрест (1977)